# Gornești
Gornești é uma comuna romena localizada no distrito de Mureș, na região histórica da Transilvânia. A comuna possui uma área de 54.39 km² e sua população era de 5757 habitantes segundo o censo de 2007.